# Elecciones de convencionales constituyentes de Argentina de 1994
El 10 de abril de 1994 se eligieron a los convencionales constituyentes que tratarían la reforma constitucional. De acuerdo al artículo 9 la Ley 24.309 de declaración de necesidad de reforma de la Constitución Nacional, “Cada provincia y la Capital Federal elegirán un número de convencionales constituyentes igual al total de legisladores que envían al Congreso de la Nación”.
En estos comicios, el Partido Justicialista obtuvo 137 representantes, la Unión Cívica Radical 74, el Frente Grande 31, el Movimiento por la Dignidad y la Independencia 21, la Unión del Centro Democrático 4, la Unidad Socialista 3, Fuerza Republicana 7, el Partido Demócrata Progresista 3 y varios partidos provinciales 28.

## Resultados
| Partido/Alianza                              | Partido/Alianza                                 | Partido/Alianza                                 | Votos      | %      | Bancas  |
| -------------------------------------------- | ----------------------------------------------- | ----------------------------------------------- | ---------- | ------ | ------- |
|                                              |                                                 | Frente Justicialista Federal                    | 2.578.759  | 16,35  | 35/305  |
|                                              | Partido Justicialista                           | 1.699.595                                       | 10,78      | 45/305 |         |
|                                              | Frente Justicialista Popular                    | 693.371                                         | 4,40       | 15/305 |         |
|                                              | Frente Justicialista                            | 622.131                                         | 3,94       | 22/305 |         |
|                                              | Frente para la Victoria                         | 191.835                                         | 1,22       | 8/305  |         |
|                                              | Frente Justicialista para la Victoria           | 130.898                                         | 0,83       | 4/305  |         |
|                                              | Frente de la Esperanza (San Juan)               | 94.946                                          | 0,60       | 3/305  |         |
|                                              | Frente Justicialista Riojano                    | 60.800                                          | 0,39       | 5/305  |         |
| Total Partido Justicialista y aliados        | Total Partido Justicialista y aliados           | Total Partido Justicialista y aliados           | 6.072.335  | 38,50  | 137/305 |
|                                              |                                                 | Unión Cívica Radical                            | 2.940.346  | 18,64  | 64/305  |
|                                              | Unión Cívica Radical-Por la Patagonia           | 84.239                                          | 0,53       | 4/305  |         |
|                                              | Frente Cívico y Social de Catamarca             | 54.694                                          | 0,35       | 4/305  |         |
|                                              | Frente por San Luis                             | 34.887                                          | 0,22       | 2/305  |         |
| Total Unión Cívica Radical y aliados         | Total Unión Cívica Radical y aliados            | Total Unión Cívica Radical y aliados            | 3.114.166  | 19,74  | 74/305  |
|                                              | Frente Grande                                   | Frente Grande                                   | 2.082.622  | 13,20  | 31/305  |
|                                              | Movimiento por la Dignidad y la Independencia   | Movimiento por la Dignidad y la Independencia   | 1.461.451  | 9,27   | 21/305  |
|                                              |                                                 | Unidad Socialista                               | 353.568    | 2,24   | 2/305   |
|                                              | Alianza Honestidad, Trabajo y Eficiencia        | 111.731                                         | 0,71       | 1/305  |         |
|                                              | Partido Socialista Popular                      | 23.758                                          | 0,15       |        |         |
|                                              | Partido Socialista Democrático                  | 2.556                                           | 0,02       |        |         |
| Total Unidad Socialista                      | Total Unidad Socialista                         | Total Unidad Socialista                         | 491.613    | 3,12   | 3/305   |
|                                              |                                                 | Unión del Centro Democrático                    | 237.014    | 1,50   | 3/305   |
|                                              | Alianza de Centro                               | 115.340                                         | 0,73       |        |         |
|                                              | Alianza de Centro Liberal                       | 113.617                                         | 0,72       | 1/305  |         |
| Total Unión del Centro Democrático y aliados | Total Unión del Centro Democrático y aliados    | Total Unión del Centro Democrático y aliados    | 465.971    | 2,95   | 4/305   |
|                                              | Fuerza Republicana                              | Fuerza Republicana                              | 277.808    | 1,67   | 7/305   |
|                                              | Partido Demócrata Progresista                   | Partido Demócrata Progresista                   | 254.584    | 1,61   | 3/305   |
|                                              | Partido Demócrata de Mendoza                    | Partido Demócrata de Mendoza                    | 217.631    | 1,38   | 4/305   |
|                                              | Pacto Autonomista - Liberal                     | Pacto Autonomista - Liberal                     | 187.030    | 1,19   | 5/305   |
|                                              | Alianza por el No                               | Alianza por el No                               | 158.604    | 1,01   |         |
|                                              | Partido Renovador de Salta                      | Partido Renovador de Salta                      | 93.429     | 0,59   | 3/305   |
|                                              | Movimiento Cristiano Independiente              | Movimiento Cristiano Independiente              | 85.182     | 0,54   |         |
|                                              | Frente de Izquierda Socialista                  | Frente de Izquierda Socialista                  | 77.721     | 0,49   |         |
|                                              | Cruzada Renovadora                              | Cruzada Renovadora                              | 74.968     | 0,48   | 3/305   |
|                                              | Acción Chaqueña                                 | Acción Chaqueña                                 | 67.613     | 0,43   | 2/305   |
|                                              | Partido Demócrata Cristiano                     | Partido Demócrata Cristiano                     | 65.469     | 0,42   |         |
|                                              | Movimiento Popular Jujeño                       | Movimiento Popular Jujeño                       | 56.813     | 0,36   | 2/305   |
|                                              | Solidaridad                                     | Solidaridad                                     | 55.340     | 0,35   |         |
|                                              | Partido Blanco de los Jubilados                 | Partido Blanco de los Jubilados                 | 52.651     | 0,33   |         |
|                                              | Movimiento Popular Neuquino                     | Movimiento Popular Neuquino                     | 47.023     | 0,30   | 2/305   |
|                                              | Partido Bloquista                               | Partido Bloquista                               | 33.486     | 0,21   | 1/305   |
|                                              | Movimiento al Socialismo                        | Movimiento al Socialismo                        | 31.003     | 0,20   |         |
|                                              | Movimiento de Integración y Desarrollo          | Movimiento de Integración y Desarrollo          | 27.312     | 0,17   |         |
|                                              | Partido Obrero                                  | Partido Obrero                                  | 21.490     | 0,14   |         |
|                                              | Movimiento Socialista de los Trabajadores       | Movimiento Socialista de los Trabajadores       | 19.579     | 0,12   |         |
|                                              | Movimiento Reformista Independiente             | Movimiento Reformista Independiente             | 17.579     | 0,11   |         |
|                                              | Partido Socialista de la Participación          | Partido Socialista de la Participación          | 17.517     | 0,11   |         |
|                                              | Partido Intransigente                           | Partido Intransigente                           | 14.664     | 0,09   |         |
|                                              | Movimiento Patagónico                           | Movimiento Patagónico                           | 14.321     | 0,09   |         |
|                                              | Partido Nacionalista Constitucional             | Partido Nacionalista Constitucional             | 13.270     | 0,08   |         |
|                                              | Movimiento Popular Fueguino                     | Movimiento Popular Fueguino                     | 10.481     | 0,07   | 3/305   |
|                                              | Alianza Nueva Opción                            | Alianza Nueva Opción                            | 10.435     | 0,07   |         |
|                                              | Convocatoria Independiente                      | Convocatoria Independiente                      | 10.140     | 0,06   |         |
|                                              | Partido de Trabajadores por el Socialismo       | Partido de Trabajadores por el Socialismo       | 10.080     | 0,06   |         |
|                                              | Partido Acción Chubutense                       | Partido Acción Chubutense                       | 9.658      | 0,06   |         |
|                                              | Orden y Justicia                                | Orden y Justicia                                | 6.965      | 0,04   |         |
|                                              | Movimiento Patriótico de Liberación             | Movimiento Patriótico de Liberación             | 5.694      | 0,04   |         |
|                                              | Unidad Catamarqueña                             | Unidad Catamarqueña                             | 5.583      | 0,04   |         |
|                                              | Partido Federal                                 | Partido Federal                                 | 5.559      | 0,04   |         |
|                                              | Partido Nuevo                                   | Partido Nuevo                                   | 5.543      | 0,04   |         |
|                                              | Partido Comunista                               | Partido Comunista                               | 4.537      | 0,03   |         |
|                                              | Democracia Popular por el Frente Social         | Democracia Popular por el Frente Social         | 3.461      | 0,02   |         |
|                                              | Movimiento de Acción Cívica                     | Movimiento de Acción Cívica                     | 3.070      | 0,02   |         |
|                                              | Movimiento Regional                             | Movimiento Regional                             | 2.880      | 0,02   |         |
|                                              | Frente de la Esperanza (Catamarca)              | Frente de la Esperanza (Catamarca)              | 2.724      | 0,02   |         |
|                                              | Movimiento de la Esperanza                      | Movimiento de la Esperanza                      | 2.502      | 0,02   |         |
|                                              | Partido Autonomista                             | Partido Autonomista                             | 2.251      | 0,01   |         |
|                                              | Partido Humanista                               | Partido Humanista                               | 508        | 0,00   |         |
|                                              | Partido Verde Ecologista Pacifista Futuro Verde | Partido Verde Ecologista Pacifista Futuro Verde | 25         | 0,00   |         |
|                                              | Alianza y Memoria                               | Alianza y Memoria                               | 2          | 0,00   |         |
| Votos positivos                              | Votos positivos                                 | Votos positivos                                 | 15.772.343 | 94,00  |         |
| Votos en blanco                              | Votos en blanco                                 | Votos en blanco                                 | 782.477    | 4,66   |         |
| Votos nulos                                  | Votos nulos                                     | Votos nulos                                     | 224.163    | 1,34   |         |
| Participación                                | Participación                                   | Participación                                   | 16.778.983 | 77,52  |         |
| Electores registrados                        | Electores registrados                           | Electores registrados                           | 21.644.991 | 100    |         |
| Fuentes:                                     |                                                 |                                                 |            |        |         |

## Resultados por provincia
| Provincia de Buenos Aires 72 Constituyentes       | Provincia de Buenos Aires 72 Constituyentes | Provincia de Buenos Aires 72 Constituyentes | Provincia de Buenos Aires 72 Constituyentes | Provincia de Buenos Aires 72 Constituyentes | Provincia de Buenos Aires 72 Constituyentes |
| Partido/Alianza                                   | Partido/Alianza | Votos                                       | %                                           | Bancas                                      | Electos |
| ------------------------------------------------- | --- | ------------------------------------------- | ------------------------------------------- | ------------------------------------------- | --- |
|                                                   | Frente Justicialista Federal | 2.578.759                                   | 42,90                                       | 35/72                                       | Ver electos: - Olga Catalina Abraham - Alberto Gustavo Albamonte - Hilda Norma Ancarani - César Arias - Alberto Balestrini - Juan Atilio Barberena - Rodolfo Barra - Antonio Cafiero - María del Carmen Casco - Mariano Cavagna Martínez - Juan de Jesús - Oscar Jorge di Landro - Eduardo Duhalde - Leticia El Bacha - María del Carmen Falbo - María Susana Farías - María del Carmen Feijoo do Campo - Alberto Manuel García Lema - Juan Carlos Hitters - Hebe Aurora Marucco - Héctor Masnatta - René Saúl Orsi - Raquel Elisa Ortemberg - Alfredo Péculo - Juan Mario Pedersoli - Eduardo Julio Pettigiani - Alberto Pierri - Pascual Ángel Rampi - Alberto Rocamora - Federico Pedro Russo - Carmen Inés Salcedo - Clara Cristina Servini García - María Cristina Vallejos - Alfredo Ramón Viviant - Mariano Federico West |
|                                                   | Frente Grande | 978.154                                     | 16,27                                       | 13/72                                       | Ver electos: - Carlos Auyero - María Inés Brassesco - Juan Pablo Cafiero - Enrique Gustavo Cardesa - Daniel Oscar García - Rina Martha Leiva - Pablo Edgardo Martínez Sameck - Luis Guillermo Montes de Oca - Ana María Pizzurno - María Vicenta Sánchez García - Juan Schroder - Pino Solanas - Ramón Horacio Torres Molina |
|                                                   | Unión Cívica Radical | 934.814                                     | 15,55                                       | 13/72                                       | Ver electos: - Raúl Alfonsín - María Cristina Azcueta - Ángel Marcelo Bassani - Pascual Cappelleri - Héctor Jorge Carattoli - Jorge Carlos Carrettoni - Enrique de Vedia - Elba Rosa Guz de Equiza - Roberto Osvaldo Irigoyen - Enrique Paixao - Humberto Quiroga Lavié - Nilda Romero - Elva Roulet |
|                                                   | Movimiento por la Dignidad y la Independencia | 820.844                                     | 13,66                                       | 11/72                                       | Ver electos: - Pablo Juan Ángel Bava - Fernando Raúl del Castillo - Enrique Salvador Dentice - Roberto Alejandro Etchenique - Iris Artemisia Mazzeo - Hilario Raúl Muruzabal - José Luis Núñez - Aldo Rico - Dina Beatriz Rovagnati - Stela Maris Schiuma - Néstor Adrián Sequeiros |
|                                                   | Unidad Socialista | 194.005                                     | 3,23                                        |                                             | |
|                                                   | Alianza por el No | 158.604                                     | 2,64                                        |                                             | |
|                                                   | Alianza de Centro | 115.340                                     | 1,91                                        |                                             | |
|                                                   | Movimiento Cristiano Independiente | 85.182                                      | 1,42                                        |                                             | |
|                                                   | Frente de Izquierda Socialista | 77.721                                      | 1,29                                        |                                             | |
|                                                   | Partido Demócrata Progresista | 36.705                                      | 0,61                                        |                                             | |
|                                                   | Solidaridad | 30.215                                      | 0,50                                        |                                             | |
|                                                   | Partido Humanista | 382                                         | 0,01                                        |                                             | |
| Votos positivos                                   | Votos positivos | 6.010.725                                   | 94,65                                       |                                             | |
| Votos en blanco                                   | Votos en blanco | 268.105                                     | 4,22                                        |                                             | |
| Votos nulos                                       | Votos nulos | 71.632                                      | 1,13                                        |                                             | |
| Participación                                     | Participación | 6.350.462                                   | 79,36                                       |                                             | |
| Electores registrados                             | Electores registrados | 8.002.003                                   | 100                                         |                                             | |
| Capital Federal 27 Constituyentes                 | |                                             |                                             |                                             | |
| Partido/Alianza                                   | Partido/Alianza | Votos                                       | %                                           | Bancas                                      | Electos |
|                                                   | Frente Grande | 693.608                                     | 37,41                                       | 12/27                                       | Ver electos: - Carlos Álvarez - Eduardo Barcesat - José C. Escudero - Graciela Fernández Meijide - Aníbal Ibarra - Pedro Jaime Kesselman - Cecilia Norma Lipszyc - Diego Jorge May Zubiría - José Míguez Bonino - Alicia Oliveira - Adriana Puiggrós - Eugenio Raúl Zaffaroni |
|                                                   | Partido Justicialista | 455.468                                     | 24,56                                       | 7/27                                        | Ver electos: - Claudia Bello - Vicente Mario Brusca - Carlos Corach - Adelina Dalesio de Viola - Alberto Iribarne - Daniel Alberto Peña - Eduardo Valdés |
|                                                   | Unión Cívica Radical | 282.137                                     | 15,22                                       | 4/27                                        | - César Jaroslavsky - Jesús Rodríguez - Dora Helena Nilda Sachs de Repetto - Víctor Hugo Salazar |
|                                                   | Unidad Socialista Ver partidos de la alianza: - Partido Socialista Democrático - Partido Socialista Popular - Partido Socialista Auténtico - Frente por la Democracia Avanzada                         | 143.497                                     | 7,74                                        | 2/27                                        | - Alfredo Bravo (PSD) - Norberto La Porta (PSD) |
|                                                   | Alianza de Centro Liberal Ver partidos de la alianza: - Unión del Centro Democrático - Partido Demócrata Progresista - Partido Demócrata de la Capital Federal - Partido Federal - Partido Autonomista | 113.617                                     | 6,13                                        | 1/27                                        | - Álvaro Alsogaray |
|                                                   | Movimiento por la Dignidad y la Independencia | 91.833                                      | 4,95                                        | 1/27                                        | - Alejandro Jorge Vásquez |
|                                                   | Partido Blanco de los Jubilados | 38.073                                      | 2,05                                        |                                             | |
|                                                   | Partido de Trabajadores por el Socialismo | 10.080                                      | 0,54                                        |                                             | |
|                                                   | Partido Obrero | 9.351                                       | 0,50                                        |                                             | |
|                                                   | Orden y Justicia | 6.965                                       | 0,38                                        |                                             | |
|                                                   | Solidaridad | 5.861                                       | 0,32                                        |                                             | |
|                                                   | Partido Nacionalista Constitucional | 3.755                                       | 0,20                                        |                                             | |
|                                                   | Partido Humanista | 61                                          | 0,00                                        |                                             | |
| Votos positivos                                   | Votos positivos | 1.854.306                                   | 95,37                                       |                                             | |
| Votos en blanco                                   | Votos en blanco | 71.741                                      | 3,69                                        |                                             | |
| Votos nulos                                       | Votos nulos | 18.277                                      | 0,94                                        |                                             | |
| Participación                                     | Participación | 1.944.324                                   | 78,54                                       |                                             | |
| Electores registrados                             | Electores registrados | 2.475.554                                   | 100                                         |                                             | |
| Provincia de Catamarca 7 Constituyentes           | |                                             |                                             |                                             | |
| Partido/Alianza                                   | Partido/Alianza | Votos                                       | %                                           | Bancas                                      | Electos |
|                                                   | Frente Cívico y Social de Catamarca | 54.694                                      | 45,49                                       | 4/7                                         | - Augusto César Acuña - María Colombo de Acevedo - Ricardo Gaspar Guzmán - Simón Fermín Hernández |
|                                                   | Frente Justicialista | 53.388                                      | 44,40                                       | 3/7                                         | - Héctor Antonio Díaz Giménez - María del Pilar Kent de Saadi - Ricardo María Diego Moreno |
|                                                   | Unidad Catamarqueña | 5.583                                       | 4,64                                        |                                             | |
|                                                   | Frente de la Esperanza | 2.724                                       | 2,27                                        |                                             | |
|                                                   | Partido Obrero | 1.981                                       | 1,65                                        |                                             | |
|                                                   | Unión del Centro Democrático | 1.848                                       | 1,54                                        |                                             | |
|                                                   | Partido Humanista | 17                                          | 0,01                                        |                                             | |
| Votos positivos                                   | Votos positivos | 120.235                                     | 92,69                                       |                                             | |
| Votos en blanco                                   | Votos en blanco | 8.208                                       | 6,33                                        |                                             | |
| Votos nulos                                       | Votos nulos | 1.281                                       | 0,99                                        |                                             | |
| Participación                                     | Participación | 129.724                                     | 76,46                                       |                                             | |
| Electores registrados                             | Electores registrados | 169.654                                     | 100                                         |                                             | |
| Provincia del Chaco 9 Constituyentes              | |                                             |                                             |                                             | |
| Partido/Alianza                                   | Partido/Alianza | Votos                                       | %                                           | Bancas                                      | Electos |
|                                                   | Frente Justicialista | 133.135                                     | 42,01                                       | 4/9                                         | - Elsa Gladis González - Rafael Alfredo González - Atlanto Honcheruk - Carlos Rubén Skidelski |
|                                                   | Unión Cívica Radical | 83.397                                      | 26,31                                       | 3/9                                         | - Elisa Carrió - Francisco Sixto García - Eduardo Alfredo Viyerio |
|                                                   | Acción Chaqueña | 67.613                                      | 21,33                                       | 2/9                                         | - Ernesto Joaquín Antonio Maeder - Jorge Enrique Winter |
|                                                   | Frente Grande | 16.971                                      | 5,35                                        |                                             | |
|                                                   | Movimiento por la Dignidad y la Independencia | 11.602                                      | 3,66                                        |                                             | |
|                                                   | Partido Nacionalista Constitucional | 4.224                                       | 1,33                                        |                                             | |
| Votos positivos                                   | Votos positivos | 316.942                                     | 86,16                                       |                                             | |
| Votos en blanco                                   | Votos en blanco | 46.792                                      | 12,72                                       |                                             | |
| Votos nulos                                       | Votos nulos | 4.129                                       | 1,12                                        |                                             | |
| Participación                                     | Participación | 367.863                                     | 68,01                                       |                                             | |
| Electores registrados                             | Electores registrados | 540.886                                     | 100                                         |                                             | |
| Provincia del Chubut 7 Constituyentes             | |                                             |                                             |                                             | |
| Partido/Alianza                                   | Partido/Alianza | Votos                                       | %                                           | Bancas                                      | Electos |
|                                                   | Unión Cívica Radical | 64.637                                      | 43,36                                       | 4/7                                         | - Sara Lía Felicevich - Ignacio Ferreyra de Las Casas - Carlos Maestro - Nora María Marcolini |
|                                                   | Partido Justicialista | 57.083                                      | 38,29                                       | 3/7                                         | - Eduardo de Bernardi - Marcelo Guinle - Dora Rocha de Feldman |
|                                                   | Partido Intransigente | 10.408                                      | 6,98                                        |                                             | |
|                                                   | Partido Acción Chubutense | 9.658                                       | 6,48                                        |                                             | |
|                                                   | Movimiento de Integración y Desarrollo | 2.943                                       | 1,97                                        |                                             | |
|                                                   | Partido Socialista Democrático | 2.556                                       | 1,71                                        |                                             | |
|                                                   | Partido Nacionalista Constitucional | 1.792                                       | 1,20                                        |                                             | |
|                                                   | Partido Verde Ecologista Pacifista Futuro Verde | 3                                           | 0,01                                        |                                             | |
| Votos positivos                                   | Votos positivos | 149.080                                     | 90,86                                       |                                             | |
| Votos en blanco                                   | Votos en blanco | 10.245                                      | 6,24                                        |                                             | |
| Votos nulos                                       | Votos nulos | 4.758                                       | 2,90                                        |                                             | |
| Participación                                     | Participación | 164.083                                     | 77,16                                       |                                             | |
| Electores registrados                             | Electores registrados | 212.651                                     | 100                                         |                                             | |
| Provincia de Córdoba 20 Constituyentes            | |                                             |                                             |                                             | |
| Partido/Alianza                                   | Partido/Alianza | Votos                                       | %                                           | Bancas                                      | Electos |
|                                                   | Unión Cívica Radical | 605.799                                     | 42,64                                       | 9/20                                        | Ver electos: - Oscar Aguad - María Graciela Bercoff - Jorge de la Rúa - Francisco Delich - Ana María Dressino - Antonio María Hernández - Ramón Mestre - Miguel Ángel Ortiz Pellegrini - Blanca Lelya Roque |
|                                                   | Frente Justicialista Popular | 462.281                                     | 32,54                                       | 7/20                                        | Ver electos: - Julio César Aráoz - Jorge Luis Bucco - María Leonor Casari de Alarcia - Esteban Miguel Llamosas - Juan Carlos Maqueda - Beatriz Irma Raijer - José Tanus Rufeil |
|                                                   | Unión del Centro Democrático | 151.595                                     | 10,67                                       | 2/20                                        | - Roberto Julio Cornet - Germán Kammerath |
|                                                   | Frente Grande | 81.478                                      | 5,74                                        | 1/20                                        | - Luis Armando Rébora |
|                                                   | Movimiento por la Dignidad y la Independencia | 63.957                                      | 4,50                                        | 1/20                                        | - Carlos Alberto del Campo |
|                                                   | Partido Demócrata Cristiano | 18.878                                      | 1,33                                        |                                             | |
|                                                   | Movimiento Reformista Independiente | 17.579                                      | 1,24                                        |                                             | |
|                                                   | Movimiento Socialista de los Trabajadores | 11.829                                      | 0,83                                        |                                             | |
|                                                   | Solidaridad | 7.309                                       | 0,51                                        |                                             | |
| Votos positivos                                   | Votos positivos | 1.420.705                                   | 93,21                                       |                                             | |
| Votos en blanco                                   | Votos en blanco | 83.535                                      | 5,48                                        |                                             | |
| Votos nulos                                       | Votos nulos | 19.892                                      | 1,31                                        |                                             | |
| Participación                                     | Participación | 1.524.132                                   | 78,14                                       |                                             | |
| Electores registrados                             | Electores registrados | 1.950.425                                   | 100                                         |                                             | |
| Provincia de Corrientes 9 Constituyentes          | |                                             |                                             |                                             | |
| Partido/Alianza                                   | Partido/Alianza | Votos                                       | %                                           | Bancas                                      | Electos |
|                                                   | Pacto Autonomista - Liberal | 187.030                                     | 50,74                                       | 5/9                                         | - Tomás Eduardo R. Castillo Odena - Ricardo Juan Guillermo Harvey - Ana María Pando - Gustavo Adolfo Revidatti - José Antonio Romero Feris |
|                                                   | Frente para la Victoria | 104.156                                     | 28,26                                       | 3/9                                         | - José Rodolfo Martínez Llano - Ángel Francisco Pardo - Isabel Viudes |
|                                                   | Unión Cívica Radical | 37.232                                      | 10,10                                       | 1/9                                         | - Miguel Ignacio Alegre |
|                                                   | Movimiento por la Dignidad y la Independencia | 23.324                                      | 6,33                                        |                                             | |
|                                                   | Partido Demócrata Cristiano | 6.043                                       | 1,64                                        |                                             | |
|                                                   | Movimiento de Integración y Desarrollo | 5.577                                       | 1,51                                        |                                             | |
|                                                   | Partido Comunista | 2.220                                       | 0,60                                        |                                             | |
|                                                   | Partido Obrero | 1.535                                       | 0,42                                        |                                             | |
|                                                   | Partido Nacionalista Constitucional | 1.428                                       | 0,39                                        |                                             | |
|                                                   | Partido Humanista | 25                                          | 0,01                                        |                                             | |
|                                                   | Partido Verde Ecologista Pacifista Futuro Verde | 19                                          | 0,01                                        |                                             | |
| Votos positivos                                   | Votos positivos | 368.589                                     | 95,12                                       |                                             | |
| Votos en blanco                                   | Votos en blanco | 15.145                                      | 3,91                                        |                                             | |
| Votos nulos                                       | Votos nulos | 3.771                                       | 0,97                                        |                                             | |
| Participación                                     | Participación | 387.505                                     | 73,36                                       |                                             | |
| Electores registrados                             | Electores registrados | 528.189                                     | 100                                         |                                             | |
| Provincia de Entre Ríos 11 Constituyentes         | |                                             |                                             |                                             | |
| Partido/Alianza                                   | Partido/Alianza | Votos                                       | %                                           | Bancas                                      | Electos |
|                                                   | Frente Justicialista | 226.539                                     | 41,51                                       | 5/11                                        | - Augusto Alasino - Hugo Domingo Baldoni - Jorge Pedro Busti - Mario Armando Moine - Teresita Beatriz Serrat |
|                                                   | Unión Cívica Radical | 131.037                                     | 24,01                                       | 3/11                                        | - Susana Beatriz Melo de la Barba - Rodolfo Miguel Parente - Pedro Perette |
|                                                   | Movimiento por la Dignidad y la Independencia | 94.280                                      | 17,28                                       | 2/11                                        | - Rodolfo Eduardo Borini - María de Las Mercedes Elordi |
|                                                   | Frente Grande | 68.047                                      | 12,14                                       | 1/11                                        | - Isidro Ramón Dubini |
|                                                   | Partido Socialista Popular | 14.234                                      | 2,61                                        |                                             | |
|                                                   | Movimiento de Integración y Desarrollo | 11.607                                      | 2,13                                        |                                             | |
| Votos positivos                                   | Votos positivos | 545.744                                     | 92,95                                       |                                             | |
| Votos en blanco                                   | Votos en blanco | 27.682                                      | 4,77                                        |                                             | |
| Votos nulos                                       | Votos nulos | 7.462                                       | 1,28                                        |                                             | |
| Participación                                     | Participación | 580.888                                     | 81,99                                       |                                             | |
| Electores registrados                             | Electores registrados | 708.529                                     | 100                                         |                                             | |
| Provincia de Formosa 7 Constituyentes             | |                                             |                                             |                                             | |
| Partido/Alianza                                   | Partido/Alianza | Votos                                       | %                                           | Bancas                                      | Electos |
|                                                   | Frente para la Victoria | 87.679                                      | 55,49                                       | 5/7                                         | - Floro Eleuterio Bogado - Zulma Celina Espindola - Horacio Gorleri - Gildo Insfrán - María de Las Mercedes Martínez |
|                                                   | Unión Cívica Radical | 49.283                                      | 31,19                                       | 2/7                                         | - Bibiana Babbini - Mario Antonio Olmedo |
|                                                   | Movimiento por la Dignidad y la Independencia | 13.044                                      | 8,26                                        |                                             | |
|                                                   | Partido Demócrata Cristiano | 5.487                                       | 3,47                                        |                                             | |
|                                                   | Movimiento de la Esperanza | 2.502                                       | 1,58                                        |                                             | |
| Votos positivos                                   | Votos positivos | 157.995                                     | 94,67                                       |                                             | |
| Votos en blanco                                   | Votos en blanco | 6.855                                       | 4,11                                        |                                             | |
| Votos nulos                                       | Votos nulos | 2.037                                       | 1,22                                        |                                             | |
| Participación                                     | Participación | 166.887                                     | 71,03                                       |                                             | |
| Electores registrados                             | Electores registrados | 234.964                                     | 100                                         |                                             | |
| Provincia de Jujuy 8 Constituyentes               | |                                             |                                             |                                             | |
| Partido/Alianza                                   | Partido/Alianza | Votos                                       | %                                           | Bancas                                      | Electos |
|                                                   | Movimiento Popular Jujeño | 56.813                                      | 30,64                                       | 2/8                                         | - María Cristina Guzmán - Sergio Stephan |
|                                                   | Unión Cívica Radical | 43.412                                      | 23,41                                       | 2/8                                         | - Humberto Salum - Héctor Tizón |
|                                                   | Fuerza Republicana | 43.403                                      | 23,41                                       | 2/8                                         | - Horacio Emilio Conesa Mones Ruiz - Hugo Dante Osvaldo Marcone |
|                                                   | Frente Justicialista Popular | 41.780                                      | 22,53                                       | 2/8                                         | - Carlos Ficoseco - María Susana Mayans |
| Votos positivos                                   | Votos positivos | 185.408                                     | 93,26                                       |                                             | |
| Votos en blanco                                   | Votos en blanco | 8.555                                       | 4,30                                        |                                             | |
| Votos nulos                                       | Votos nulos | 4.850                                       | 2,44                                        |                                             | |
| Participación                                     | Participación | 198.813                                     | 68,04                                       |                                             | |
| Electores registrados                             | Electores registrados | 292.180                                     | 100                                         |                                             | |
| Provincia de La Pampa 7 Constituyentes            | |                                             |                                             |                                             | |
| Partido/Alianza                                   | Partido/Alianza | Votos                                       | %                                           | Bancas                                      | Electos |
|                                                   | Partido Justicialista | 62.901                                      | 44,58                                       | 4/7                                         | - Néstor Mario Bosio - Rubén Marín - José Matilla - Zelmira Mireya E. Regazzoli |
|                                                   | Unión Cívica Radical | 35.296                                      | 25,02                                       | 2/7                                         | - Antonio Berhongaray - Susana B. Sánchez de De María |
|                                                   | Movimiento por la Dignidad y la Independencia | 16.278                                      | 11,54                                       | 1/7                                         | - Jorge Oscar Ortiz |
|                                                   | Frente Grande | 11.395                                      | 8,08                                        |                                             | |
|                                                   | Convocatoria Independiente | 10.140                                      | 7,19                                        |                                             | |
|                                                   | Movimiento de Integración y Desarrollo | 2.563                                       | 1,82                                        |                                             | |
|                                                   | Unidad Socialista | 2.517                                       | 1,78                                        |                                             | |
| Votos positivos                                   | Votos positivos | 141.090                                     | 92,88                                       |                                             | |
| Votos en blanco                                   | Votos en blanco | 9.236                                       | 6,08                                        |                                             | |
| Votos nulos                                       | Votos nulos | 1.585                                       | 1,04                                        |                                             | |
| Participación                                     | Participación | 151.911                                     | 83,11                                       |                                             | |
| Electores registrados                             | Electores registrados | 182.794                                     | 100                                         |                                             | |
| Provincia de La Rioja 7 Constituyentes            | |                                             |                                             |                                             | |
| Partido/Alianza                                   | Partido/Alianza | Votos                                       | %                                           | Bancas                                      | Electos |
|                                                   | Frente Justicialista Riojano | 60.800                                      | 57,12                                       | 5/7                                         | - Nicolás Lázaro Fonzalida - Eduardo Menem - Isabel Marta Salinas - Mario Armando Santander - Jorge Yoma |
|                                                   | Unión Cívica Radical | 34.475                                      | 32,39                                       | 2/7                                         | - Julio Alberto Luna - Ricardo Mercado Luna |
|                                                   | Partido Intransigente | 4.256                                       | 4,00                                        |                                             | |
|                                                   | Movimiento por la Dignidad y la Independencia | 3.279                                       | 3,08                                        |                                             | |
|                                                   | Partido Demócrata Cristiano | 1.890                                       | 1,78                                        |                                             | |
|                                                   | Movimiento Socialista de los Trabajadores | 1.737                                       | 1,63                                        |                                             | |
| Votos positivos                                   | Votos positivos | 106.437                                     | 94,63                                       |                                             | |
| Votos en blanco                                   | Votos en blanco | 4.720                                       | 4,20                                        |                                             | |
| Votos nulos                                       | Votos nulos | 1.323                                       | 1,18                                        |                                             | |
| Participación                                     | Participación | 112.480                                     | 78,33                                       |                                             | |
| Electores registrados                             | Electores registrados | 143.606                                     | 100                                         |                                             | |
| Provincia de Mendoza 12 Constituyentes            | |                                             |                                             |                                             | |
| Partido/Alianza                                   | Partido/Alianza | Votos                                       | %                                           | Bancas                                      | Electos |
|                                                   | Partido Justicialista | 267.603                                     | 38,45                                       | 5/12                                        | - Edgardo Alberto Díaz Araujo - Rodolfo Alejandro Díaz - Carlos Salvador La Rosa - Pablo Antonio Márquez - María Luján Olsina |
|                                                   | Partido Demócrata de Mendoza | 217.631                                     | 31,27                                       | 4/12                                        | - Richard Gustavo Battagion - Gabriel Joaquín Llano - Teresa Camila Peltier - Guillermo Alfredo Pose |
|                                                   | Unión Cívica Radical | 117.619                                     | 16,90                                       | 2/12                                        | - Juan Fernando Armagnague - Santiago Llaver |
|                                                   | Movimiento por la Dignidad y la Independencia | 55.067                                      | 7,91                                        | 1/12                                        | - Mauro Aguirre |
|                                                   | Partido Socialista de la Participación | 17.517                                      | 2,52                                        |                                             | |
|                                                   | Movimiento al Socialismo | 9.197                                       | 1,32                                        |                                             | |
|                                                   | Movimiento Patriótico de Liberación | 5.694                                       | 0,82                                        |                                             | |
|                                                   | Partido Federal | 5.559                                       | 0,80                                        |                                             | |
| Votos positivos                                   | Votos positivos | 695.887                                     | 94,34                                       |                                             | |
| Votos en blanco                                   | Votos en blanco | 27.028                                      | 3,66                                        |                                             | |
| Votos nulos                                       | Votos nulos | 14.752                                      | 2,00                                        |                                             | |
| Participación                                     | Participación | 737.667                                     | 81,56                                       |                                             | |
| Electores registrados                             | Electores registrados | 904.469                                     | 100                                         |                                             | |
| Provincia de Misiones 9 Constituyentes            | |                                             |                                             |                                             | |
| Partido/Alianza                                   | Partido/Alianza | Votos                                       | %                                           | Bancas                                      | Electos |
|                                                   | Frente Justicialista Popular | 141.218                                     | 44,44                                       | 5/9                                         | - Ricardo Roberto Biazzi - José Domingo Fabio - Julio César Humada - Emilia Itatí Juañuk - Ramón Puerta |
|                                                   | Unión Cívica Radical | 111.212                                     | 34,99                                       | 3/9                                         | - Mario del Castelli - Nilda Mabel Gómez de Marelli - Claudio Miguel Ángel Marín |
|                                                   | Movimiento por la Dignidad y la Independencia | 43.910                                      | 13,82                                       | 1/9                                         | - Argentino Miguel Navarro |
|                                                   | Unión del Centro Democrático | 10.652                                      | 3,35                                        |                                             | |
|                                                   | Partido Socialista Popular | 3.919                                       | 1,23                                        |                                             | |
|                                                   | Movimiento al Socialismo | 2.675                                       | 0,84                                        |                                             | |
|                                                   | Partido Comunista | 2.317                                       | 0,73                                        |                                             | |
|                                                   | Partido Nacionalista Constitucional | 1.901                                       | 0,60                                        |                                             | |
| Votos positivos                                   | Votos positivos | 317.804                                     | 96,16                                       |                                             | |
| Votos en blanco                                   | Votos en blanco | 9.721                                       | 2,94                                        |                                             | |
| Votos nulos                                       | Votos nulos | 2.973                                       | 0,90                                        |                                             | |
| Participación                                     | Participación | 330.498                                     | 72,08                                       |                                             | |
| Electores registrados                             | Electores registrados | 458.509                                     | 100                                         |                                             | |
| Provincia del Neuquén 7 Constituyentes            | |                                             |                                             |                                             | |
| Partido/Alianza                                   | Partido/Alianza | Votos                                       | %                                           | Bancas                                      | Electos |
|                                                   | Frente Grande | 49.680                                      | 29,19                                       | 2/7                                         | - Jaime de Nevares - Edith Galarza |
|                                                   | Movimiento Popular Neuquino | 47.023                                      | 27,63                                       | 2/7                                         | - Federico Guillermo Brollo - Luz María Sapag |
|                                                   | Partido Justicialista | 40.680                                      | 23,91                                       | 2/7                                         | - Daniel Baum - Ester Aída Schiavoni |
|                                                   | Unión Cívica Radical | 22.147                                      | 13,01                                       | 1/7                                         | - Hugo Nelson Prieto |
|                                                   | Movimiento Socialista de los Trabajadores | 6.013                                       | 3,53                                        |                                             | |
|                                                   | Movimiento de Integración y Desarrollo | 4.622                                       | 2,72                                        |                                             | |
|                                                   | Partido Verde Ecologista Pacifista Futuro Verde | 3                                           | 0,00                                        |                                             | |
| Votos positivos                                   | Votos positivos | 170.168                                     | 92,62                                       |                                             | |
| Votos en blanco                                   | Votos en blanco | 8.980                                       | 4,89                                        |                                             | |
| Votos nulos                                       | Votos nulos | 4.580                                       | 2,49                                        |                                             | |
| Participación                                     | Participación | 183.728                                     | 81,67                                       |                                             | |
| Electores registrados                             | Electores registrados | 224.971                                     | 100                                         |                                             | |
| Provincia de Río Negro 7 Constituyentes           | |                                             |                                             |                                             | |
| Partido/Alianza                                   | Partido/Alianza | Votos                                       | %                                           | Bancas                                      | Electos |
|                                                   | Unión Cívica Radical-Por la Patagonia | 84.239                                      | 42,73                                       | 4/7                                         | - Santiago Antonio Hernández - Horacio Massaccesi - María Nelly Meana García - Pablo Verani |
|                                                   | Partido Justicialista | 61.048                                      | 30,96                                       | 3/7                                         | - Carlos Alberto Larreguy - Rodolfo Oscar José Ponce de León - Anahí Silvia Rodríguez de Tappata |
|                                                   | Frente Grande | 19.186                                      | 9,73                                        |                                             | |
|                                                   | Movimiento por la Dignidad y la Independencia | 15.587                                      | 7,91                                        |                                             | |
|                                                   | Movimiento Patagónico | 14.321                                      | 7,26                                        |                                             | |
|                                                   | Movimiento al Socialismo | 2.778                                       | 1,41                                        |                                             | |
| Votos positivos                                   | Votos positivos | 197.159                                     | 92,87                                       |                                             | |
| Votos en blanco                                   | Votos en blanco | 10.351                                      | 4,88                                        |                                             | |
| Votos nulos                                       | Votos nulos | 4.789                                       | 2,26                                        |                                             | |
| Participación                                     | Participación | 212.299                                     | 77,43                                       |                                             | |
| Electores registrados                             | Electores registrados | 274.187                                     | 100                                         |                                             | |
| Provincia de Salta 9 Constituyentes               | |                                             |                                             |                                             | |
| Partido/Alianza                                   | Partido/Alianza | Votos                                       | %                                           | Bancas                                      | Electos |
|                                                   | Frente Justicialista para la Victoria | 130.898                                     | 39,26                                       | 4/9                                         | - Zulema Beatriz Daher - Luis Rodolfo Giacosa - Alfredo Musalem - Juan Carlos Romero |
|                                                   | Partido Renovador de Salta | 93.429                                      | 28,02                                       | 3/9                                         | - Ennio Pedro Pontussi - Fernando Saravia Toledo - Ana María Vega de Terrones |
|                                                   | Movimiento por la Dignidad y la Independencia | 52.336                                      | 15,70                                       | 1/9                                         | - Jorge Eduardo Jándula |
|                                                   | Unión Cívica Radical | 35.311                                      | 10,59                                       | 1/9                                         | - María Cristina Figueroa |
|                                                   | Unidad Socialista | 8.819                                       | 2,64                                        |                                             | |
|                                                   | Partido Demócrata Cristiano | 7.530                                       | 2,26                                        |                                             | |
|                                                   | Movimiento Regional | 2.880                                       | 0,86                                        |                                             | |
|                                                   | Partido Autonomista | 2.251                                       | 0,68                                        |                                             | |
| Votos positivos                                   | Votos positivos | 333.454                                     | 92,93                                       |                                             | |
| Votos en blanco                                   | Votos en blanco | 11.694                                      | 3,26                                        |                                             | |
| Votos nulos                                       | Votos nulos | 13.674                                      | 3,81                                        |                                             | |
| Participación                                     | Participación | 358.822                                     | 69,02                                       |                                             | |
| Electores registrados                             | Electores registrados | 519.903                                     | 100                                         |                                             | |
| Provincia de San Juan 8 Constituyentes            | |                                             |                                             |                                             | |
| Partido/Alianza                                   | Partido/Alianza | Votos                                       | %                                           | Bancas                                      | Electos |
|                                                   | Frente de la Esperanza | 94.946                                      | 35,72                                       | 3/8                                         | - Guillermo Horacio de Sanctis - Jorge Alejandro del Bono - Jorge Escobar |
|                                                   | Cruzada Renovadora | 74.968                                      | 28,20                                       | 3/8                                         | - Antonio Achem - Nancy Avelín - Luis Segundo Varese |
|                                                   | Frente Justicialista Popular | 48.092                                      | 18,09                                       | 1/8                                         | - Tulio Abel del Bono |
|                                                   | Partido Bloquista | 33.486                                      | 12,60                                       | 1/8                                         | - Leopoldo Bravo |
|                                                   | Unión Cívica Radical | 14.349                                      | 5,40                                        |                                             | |
| Votos positivos                                   | Votos positivos | 265.841                                     | 94,14                                       |                                             | |
| Votos en blanco                                   | Votos en blanco | 11.556                                      | 4,09                                        |                                             | |
| Votos nulos                                       | Votos nulos | 4.979                                       | 1,76                                        |                                             | |
| Participación                                     | Participación | 282.376                                     | 81,70                                       |                                             | |
| Electores registrados                             | Electores registrados | 345.619                                     | 100                                         |                                             | |
| Provincia de San Luis 7 Constituyentes            | |                                             |                                             |                                             | |
| Partido/Alianza                                   | Partido/Alianza | Votos                                       | %                                           | Bancas                                      | Electos |
|                                                   | Frente Justicialista | 73.478                                      | 52,78                                       | 5/7                                         | - Oraldo Britos - Domingo Julio Falco - Ida Gregoria García de Barroso - Mario Raúl Merlo - Adolfo Rodríguez Saá |
|                                                   | Frente por San Luis | 34.887                                      | 25,06                                       | 2/7                                         | - María Zunilda Lucero - Alberto Francisco Puchmuller |
|                                                   | Alianza Nueva Opción | 10.435                                      | 7,50                                        |                                             | |
|                                                   | Movimiento por la Dignidad y la Independencia | 9.281                                       | 6,67                                        |                                             | |
|                                                   | Democracia Popular por el Frente Social | 3.461                                       | 2,49                                        |                                             | |
|                                                   | Movimiento de Acción Cívica | 3.070                                       | 2,21                                        |                                             | |
|                                                   | Partido Obrero | 2.569                                       | 1,85                                        |                                             | |
|                                                   | Partido Demócrata Cristiano | 2.022                                       | 1,45                                        |                                             | |
| Votos positivos                                   | Votos positivos | 139.203                                     | 91,38                                       |                                             | |
| Votos en blanco                                   | Votos en blanco | 10.930                                      | 7,17                                        |                                             | |
| Votos nulos                                       | Votos nulos | 2.207                                       | 1,45                                        |                                             | |
| Participación                                     | Participación | 152.340                                     | 79,32                                       |                                             | |
| Electores registrados                             | Electores registrados | 192.058                                     | 100                                         |                                             | |
| Provincia de Santa Cruz 7 Constituyentes          | |                                             |                                             |                                             | |
| Partido/Alianza                                   | Partido/Alianza | Votos                                       | %                                           | Bancas                                      | Electos |
|                                                   | Partido Justicialista | 34.686                                      | 56,03                                       | 4/7                                         | - Eduardo Arnold - Cristina Fernández de Kirchner - Néstor Kirchner - Pedro Eustacio Molina |
|                                                   | Unión Cívica Radical | 21.162                                      | 34,19                                       | 3/7                                         | - Luis María Aguilar Torres - María Cristina Arellano - Héctor Horacio di Tulio |
|                                                   | Frente Unidad Trabajadora | 6.054                                       | 9,78                                        |                                             | |
| Votos positivos                                   | Votos positivos | 61.902                                      | 91,55                                       |                                             | |
| Votos en blanco                                   | Votos en blanco | 4.057                                       | 6,00                                        |                                             | |
| Votos nulos                                       | Votos nulos | 1.655                                       | 2,45                                        |                                             | |
| Participación                                     | Participación | 67.614                                      | 76,39                                       |                                             | |
| Electores registrados                             | Electores registrados | 88.513                                      | 100                                         |                                             | |
| Provincia de Santa Fe 21 Constituyentes           | |                                             |                                             |                                             | |
| Partido/Alianza                                   | Partido/Alianza | Votos                                       | %                                           | Bancas                                      | Electos |
|                                                   | Partido Justicialista | 507.068                                     | 35,91                                       | 9/21                                        | Ver electos: - María Cristina De Los Ángeles Benzi - Antonio Ciaurro - Evaristo José Giordano - Juan Bernardo Iturraspe - Marta Nélida Martino de Rubeo - Carlos Reutemann - Miguel Ángel Robles - Hugo Bartolomé Rodríguez Sañudo - Horacio Rosatti |
|                                                   | Partido Demócrata Progresista | 217.879                                     | 15,43                                       | 3/21                                        | - Carlos Caballero Martín - Pablo Antonio Cardinale - Alberto Natale |
|                                                   | Unión Cívica Radical | 168.100                                     | 11,91                                       | 3/21                                        | - Luis Alberto Cáceres - Carlos Alberto Lorenzo - Carlos Guido Spina |
|                                                   | Frente Grande | 144.012                                     | 10,20                                       | 2/21                                        | - Alberto Piccinini - José María Serra |
|                                                   | Movimiento por la Dignidad y la Independencia | 135.347                                     | 9,59                                        | 2/21                                        | - Rodolfo Frontera - Víctor Roberto Repetto |
|                                                   | Alianza Honestidad, Trabajo y Eficiencia | 111.731                                     | 7,91                                        | 1/21                                        | - Guillermo Estévez Boero (PSP) |
|                                                   | Unión del Centro Democrático | 72.919                                      | 5,16                                        | 1/21                                        | - Iván José María Cullen |
|                                                   | Partido Demócrata Cristiano | 15.318                                      | 1,08                                        |                                             | |
|                                                   | Partido Blanco de los Jubilados | 14.578                                      | 1,03                                        |                                             | |
|                                                   | Movimiento al Socialismo | 13.089                                      | 0,93                                        |                                             | |
|                                                   | Solidaridad | 11.955                                      | 0,85                                        |                                             | |
| Votos positivos                                   | Votos positivos | 1.411.996                                   | 92,67                                       |                                             | |
| Votos en blanco                                   | Votos en blanco | 88.337                                      | 5,80                                        |                                             | |
| Votos nulos                                       | Votos nulos | 23.296                                      | 1,53                                        |                                             | |
| Participación                                     | Participación | 1.523.629                                   | 77,64                                       |                                             | |
| Electores registrados                             | Electores registrados | 1.962.362                                   | 100                                         |                                             | |
| Provincia de Santiago del Estero 9 Constituyentes | |                                             |                                             |                                             | |
| Partido/Alianza                                   | Partido/Alianza | Votos                                       | %                                           | Bancas                                      | Electos |
|                                                   | Frente Justicialista | 135.591                                     | 53,22                                       | 5/9                                         | - Enrique Antonio Bertolino - Humberto Antonio Herrera - Norma Beatriz Maza - Domingo José Schiavoni - Marta Sylvia Velarde |
|                                                   | Unión Cívica Radical | 103.186                                     | 40,50                                       | 4/9                                         | - Mario Bonacina - Rosa Emilia Lludgar - José Alejandro Picinato - José Luis Zavalía |
|                                                   | Movimiento por la Dignidad y la Independencia | 9.318                                       | 3,66                                        |                                             | |
|                                                   | Unidad Socialista | 4.012                                       | 1,57                                        |                                             | |
|                                                   | Movimiento al Socialismo | 2.675                                       | 1,05                                        |                                             | |
|                                                   | Alianza y Memoria | 2                                           | 0,00                                        |                                             | |
| Votos positivos                                   | Votos positivos | 254.784                                     | 91,39                                       |                                             | |
| Votos en blanco                                   | Votos en blanco | 21.293                                      | 7,64                                        |                                             | |
| Votos nulos                                       | Votos nulos | 2.711                                       | 0,97                                        |                                             | |
| Participación                                     | Participación | 278.788                                     | 63,23                                       |                                             | |
| Electores registrados                             | Electores registrados | 440.891                                     | 100                                         |                                             | |
| Provincia de Tierra del Fuego 7 Constituyentes    | |                                             |                                             |                                             | |
| Partido/Alianza                                   | Partido/Alianza | Votos                                       | %                                           | Bancas                                      | Electos |
|                                                   | Partido Justicialista | 11.367                                      | 36,14                                       | 3/7                                         | - Carlos Manfredotti - Esteban Martínez - María Teresa Méndez |
|                                                   | Movimiento Popular Fueguino | 10.481                                      | 33,32                                       | 3/7                                         | - César Guillermo Andrade Muñoz - José Arturo Estabillo - Elena Rubio de Mingorance |
|                                                   | Unión Cívica Radical | 4.188                                       | 13,32                                       | 1/7                                         | - Jorge Daniel Amena |
|                                                   | Movimiento por la Dignidad y la Independencia | 2.164                                       | 6,88                                        |                                             | |
|                                                   | Frente Grande | 1.776                                       | 5,65                                        |                                             | |
|                                                   | Unidad Socialista | 718                                         | 2,28                                        |                                             | |
|                                                   | Movimiento al Socialismo | 589                                         | 1,87                                        |                                             | |
|                                                   | Partido Nacionalista Constitucional | 170                                         | 0,54                                        |                                             | |
| Votos positivos                                   | Votos positivos | 31.453                                      | 95,20                                       |                                             | |
| Votos en blanco                                   | Votos en blanco | 957                                         | 2,90                                        |                                             | |
| Votos nulos                                       | Votos nulos | 628                                         | 1,90                                        |                                             | |
| Participación                                     | Participación | 33.038                                      | 70,87                                       |                                             | |
| Electores registrados                             | Electores registrados | 46.620                                      | 100                                         |                                             | |
| Provincia de Tucumán 11 Constituyentes            | |                                             |                                             |                                             | |
| Partido/Alianza                                   | Partido/Alianza | Votos                                       | %                                           | Bancas                                      | Electos |
|                                                   | Fuerza Republicana | 234.405                                     | 45,48                                       | 5/11                                        | - Rafael Alberto Bulacio - Antonio Domingo Bussi - Luis Iriarte - Fernando López de Zavalía - María Angélica Pitte de Landa |
|                                                   | Partido Justicialista | 201.691                                     | 39,13                                       | 5/11                                        | - Julio César Díaz Lozano - Antonio Isaac Guerrero - Julio Miranda - Ramón Bautista Ortega - Evangelina Salazar |
|                                                   | Unión Cívica Radical | 41.553                                      | 8,06                                        | 1/11                                        | - Carlos Alberto Coure |
|                                                   | Frente Grande | 18.315                                      | 3,55                                        |                                             | |
|                                                   | Partido Demócrata Cristiano | 8.301                                       | 1,61                                        |                                             | |
|                                                   | Partido Nuevo | 5.543                                       | 1,08                                        |                                             | |
|                                                   | Partido Socialista Popular | 5.605                                       | 1,09                                        |                                             | |
|                                                   | Partido Humanista | 23                                          | 0,00                                        |                                             | |
| Votos positivos                                   | Votos positivos | 515.436                                     | 95,61                                       |                                             | |
| Votos en blanco                                   | Votos en blanco | 16.754                                      | 3,11                                        |                                             | |
| Votos nulos                                       | Votos nulos | 6.922                                       | 1,28                                        |                                             | |
| Participación                                     | Participación | 539.112                                     | 72,32                                       |                                             | |
| Electores registrados                             | Electores registrados | 745.454                                     | 100                                         |                                             | |

## Boletas en Capital Federal

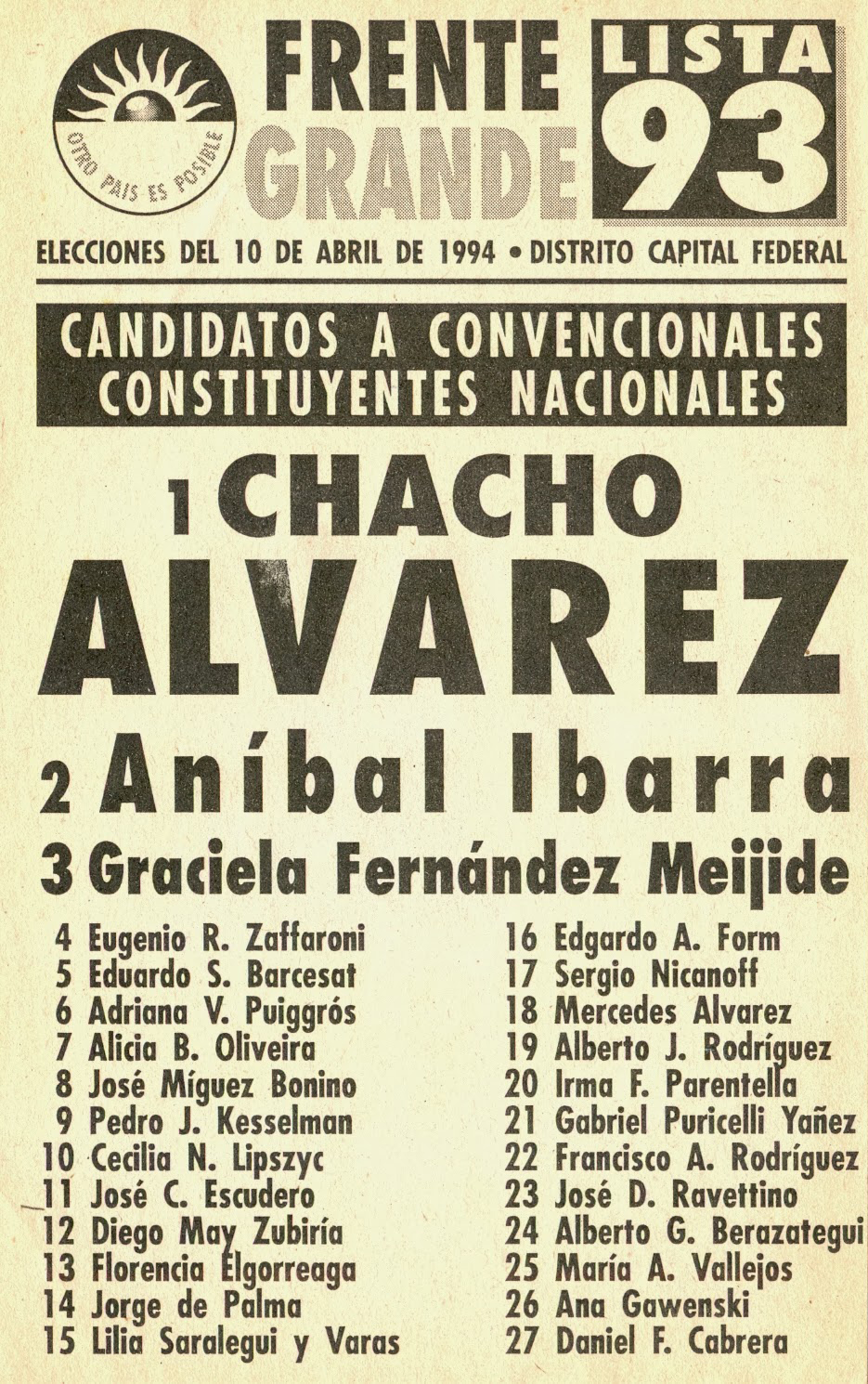
Frente Grande
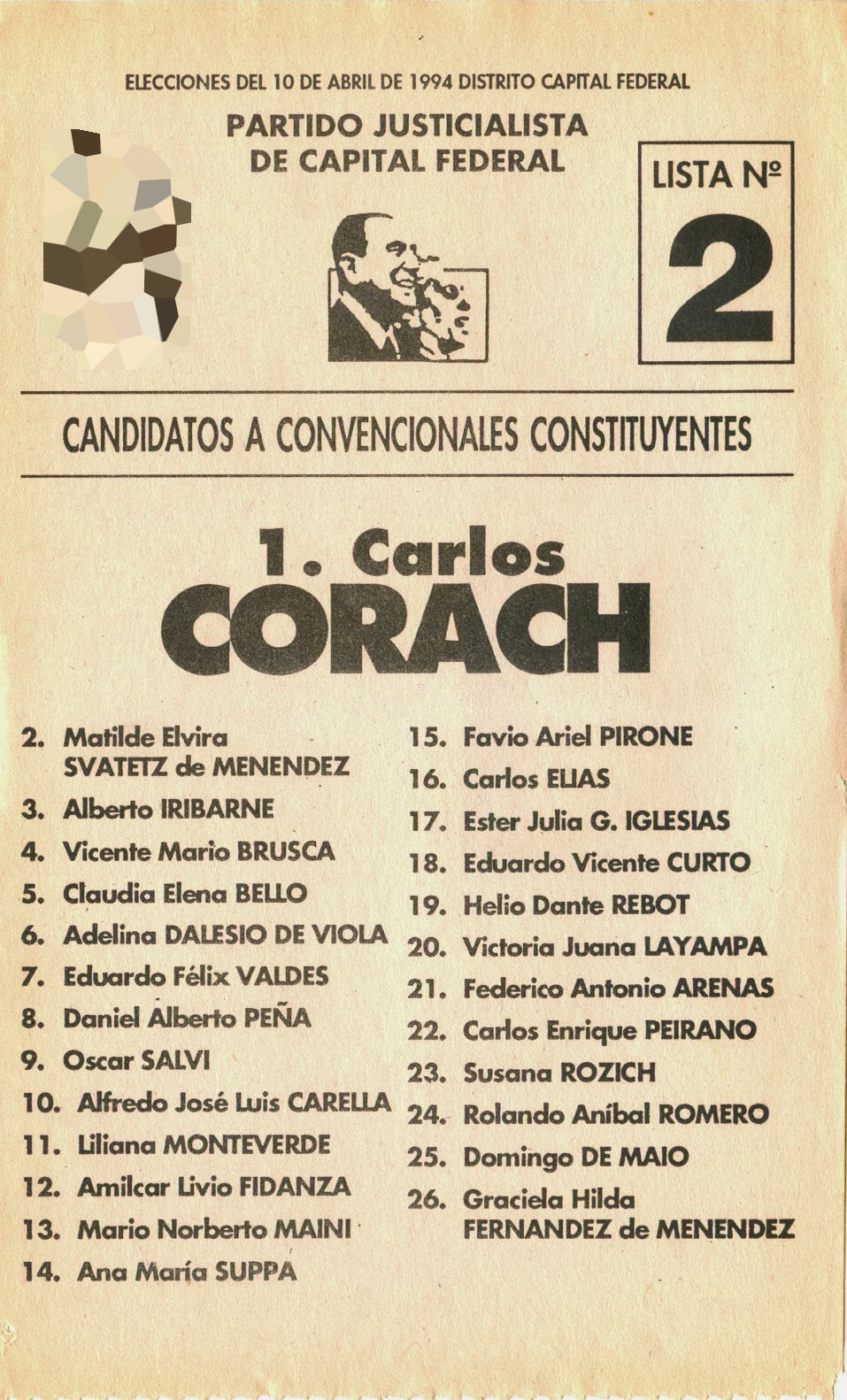
Partido Justicialista
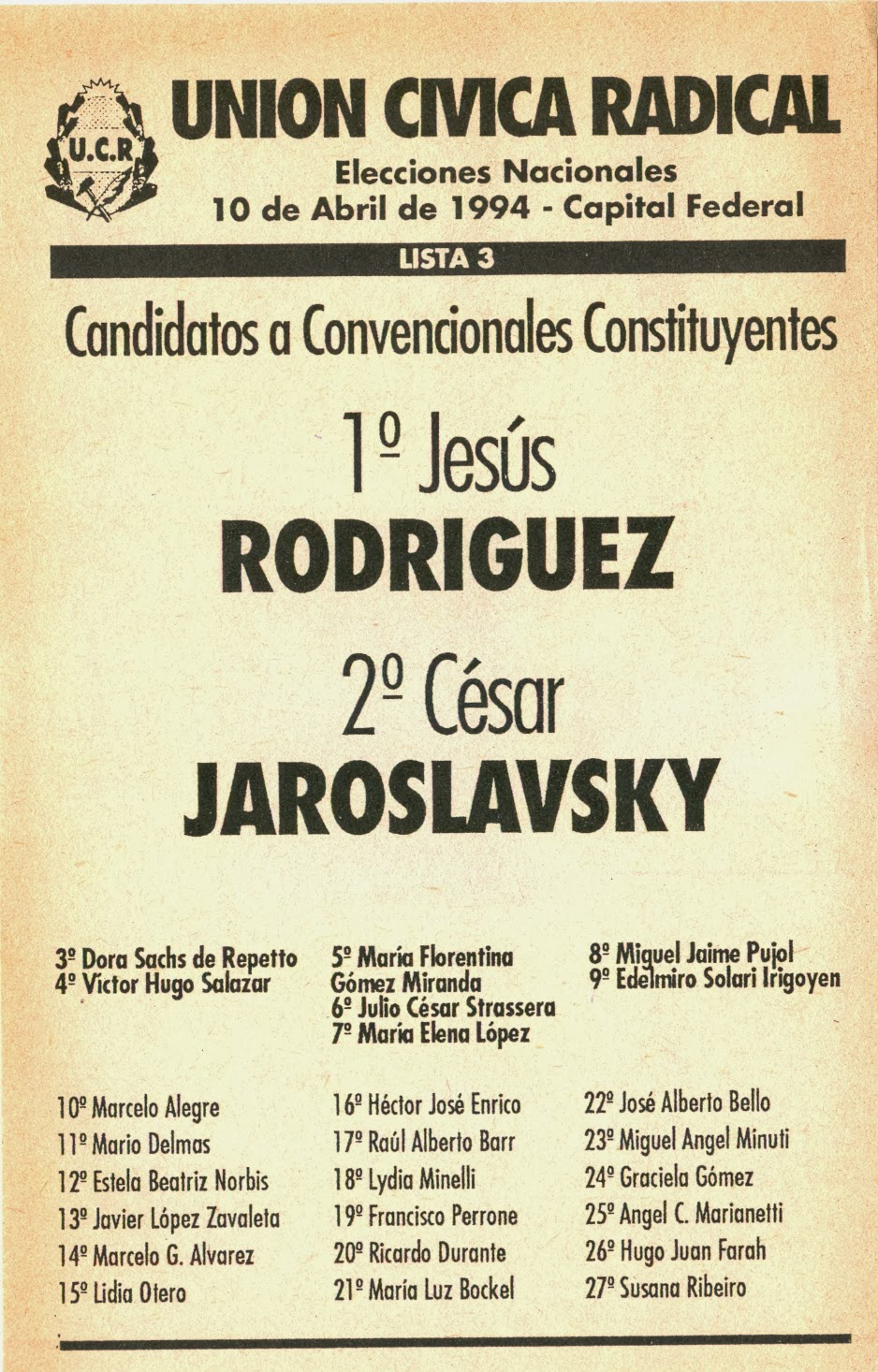
Unión Cívica Radical
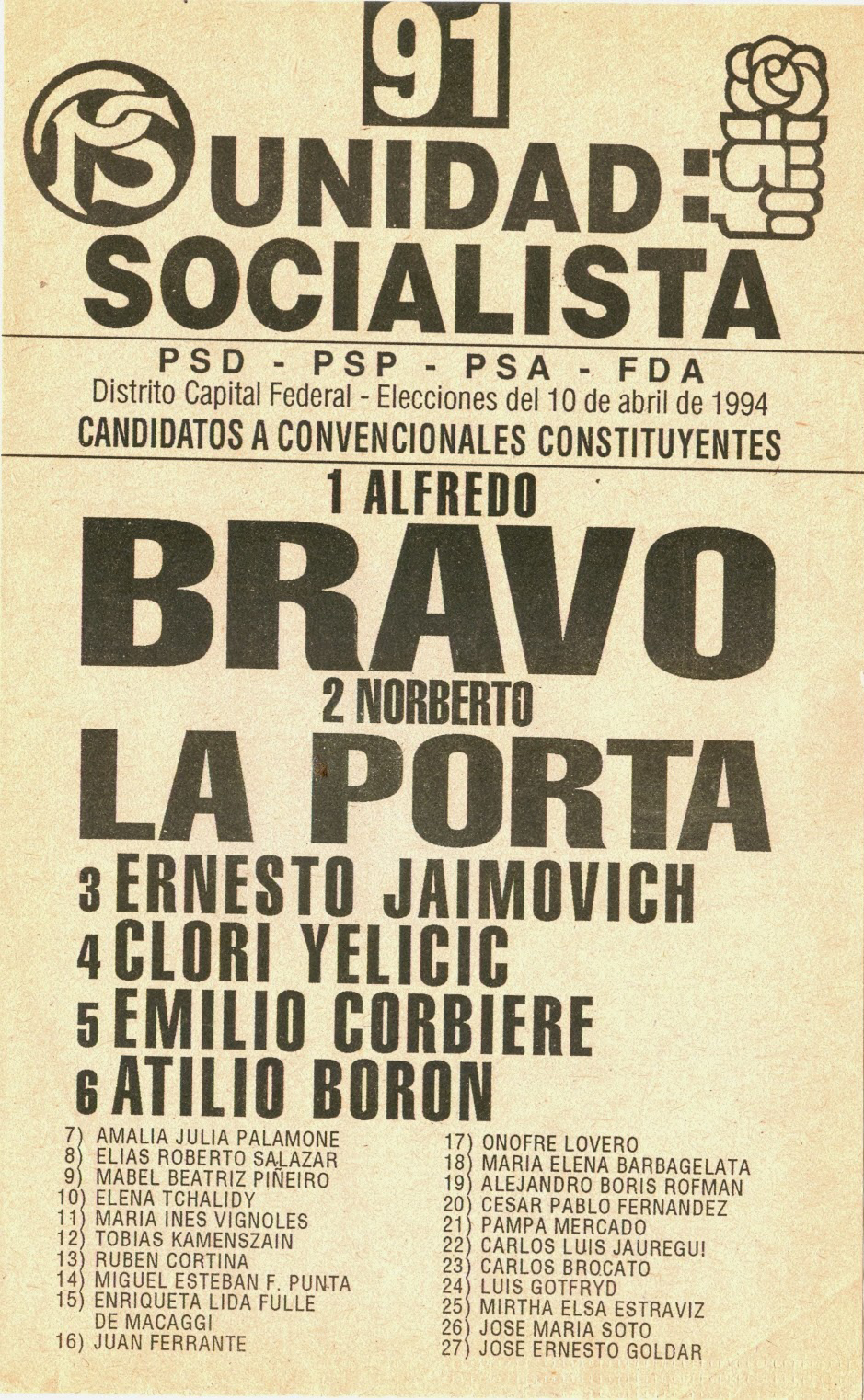
Unidad Socialista
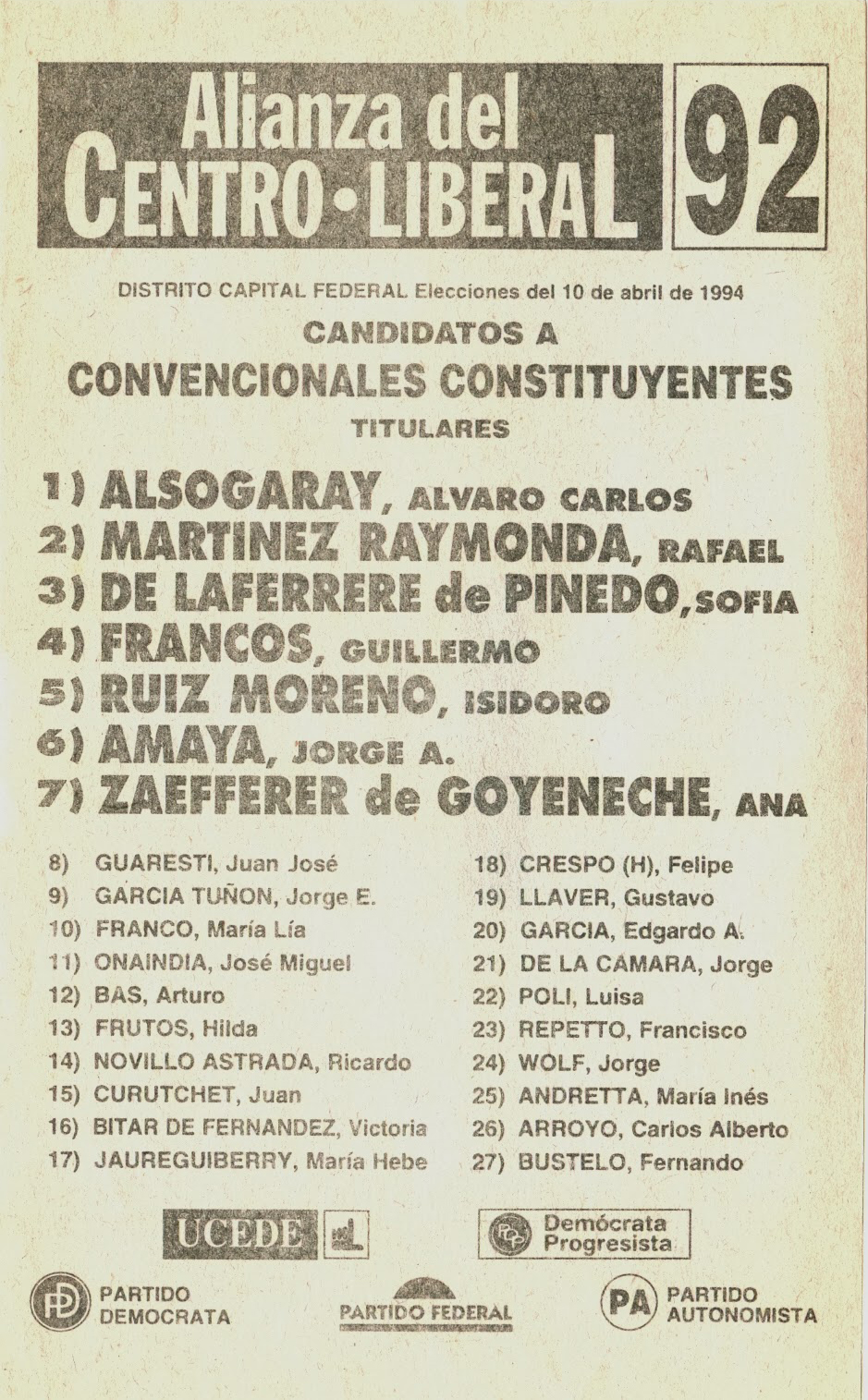
Alianza de Centro Liberal
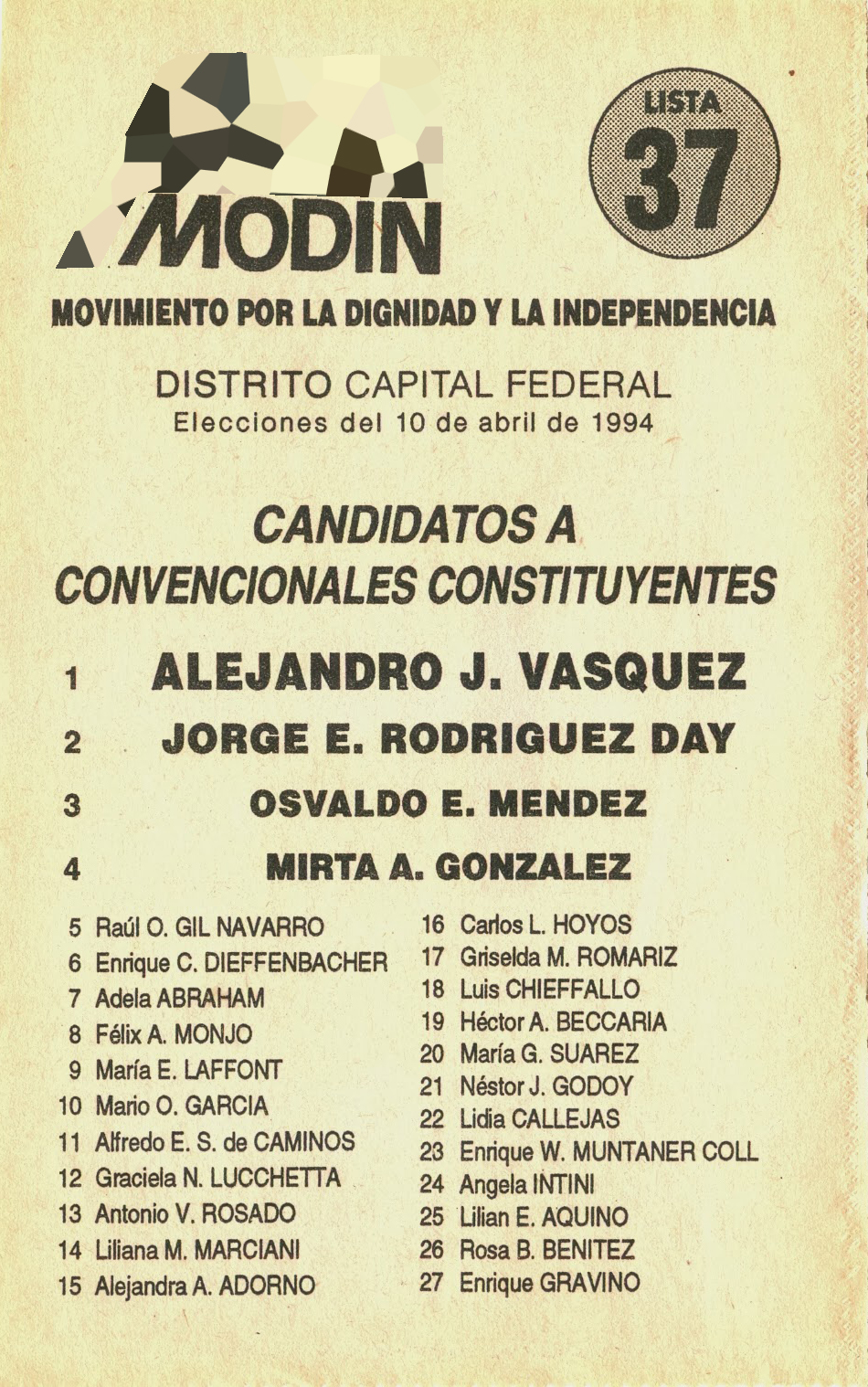
Movimiento por la Dignidad y la Independencia
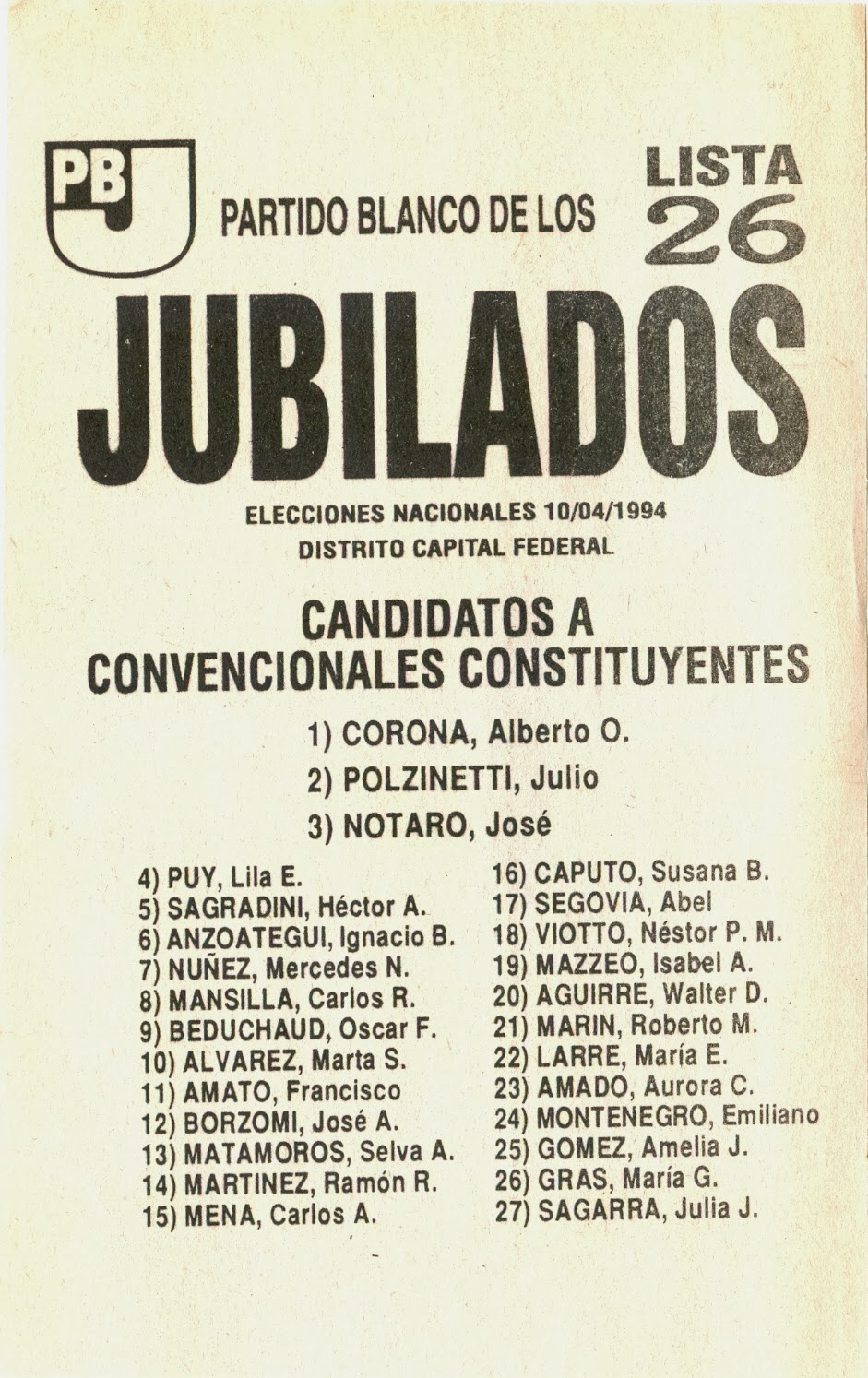
Partido Blanco de los Jubilados
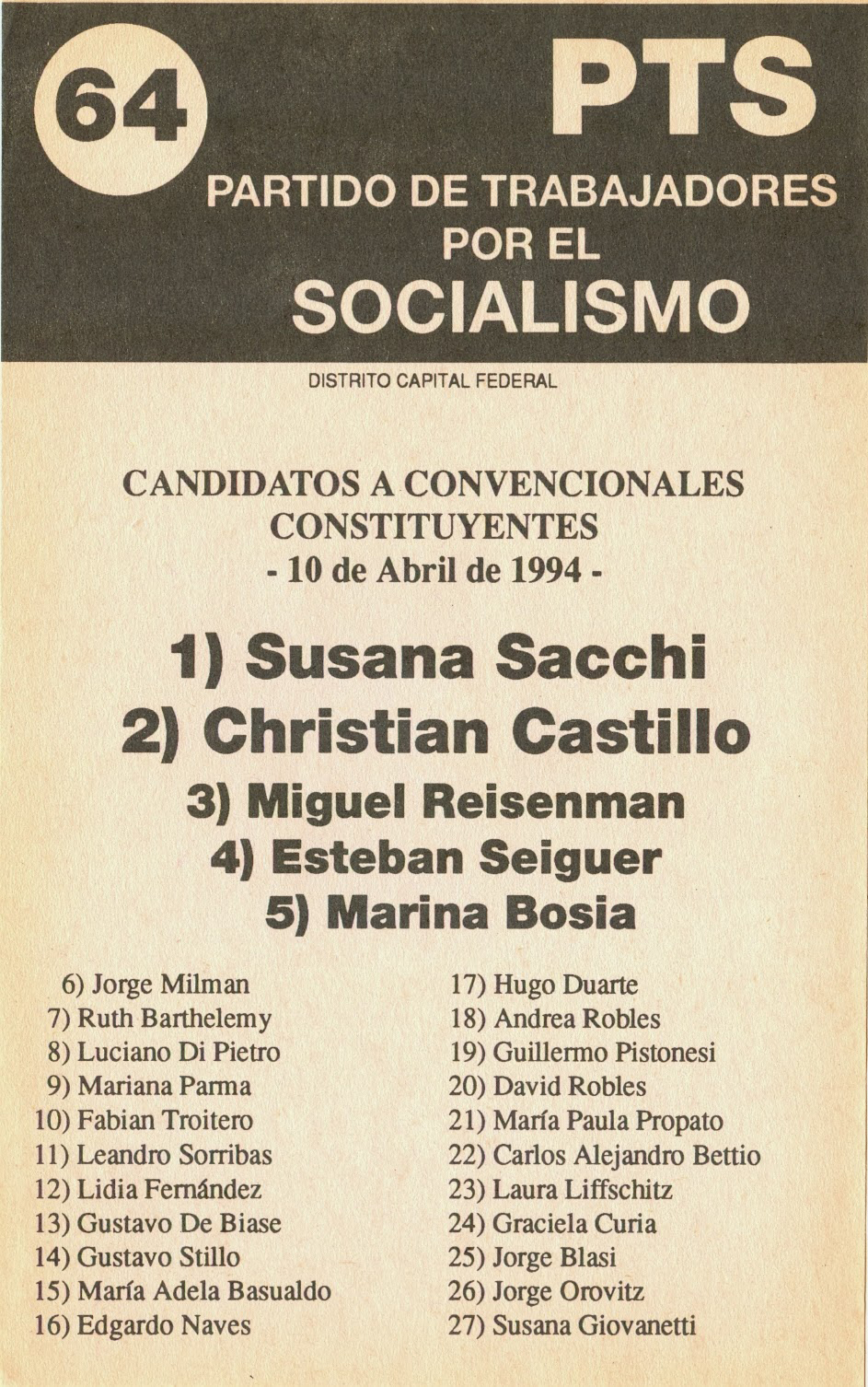
Partido de Trabajadores por el Socialismo
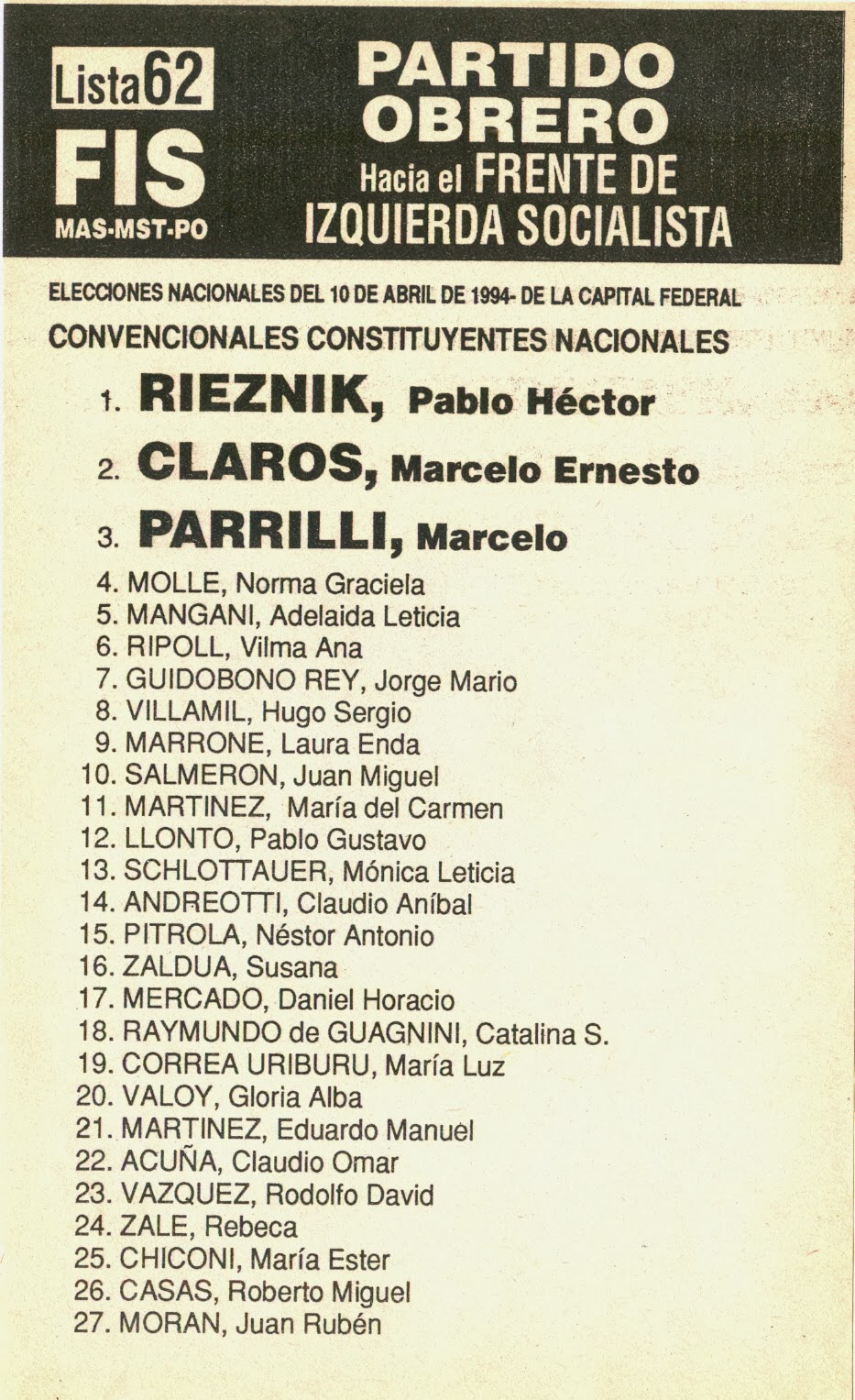
Partido Obrero
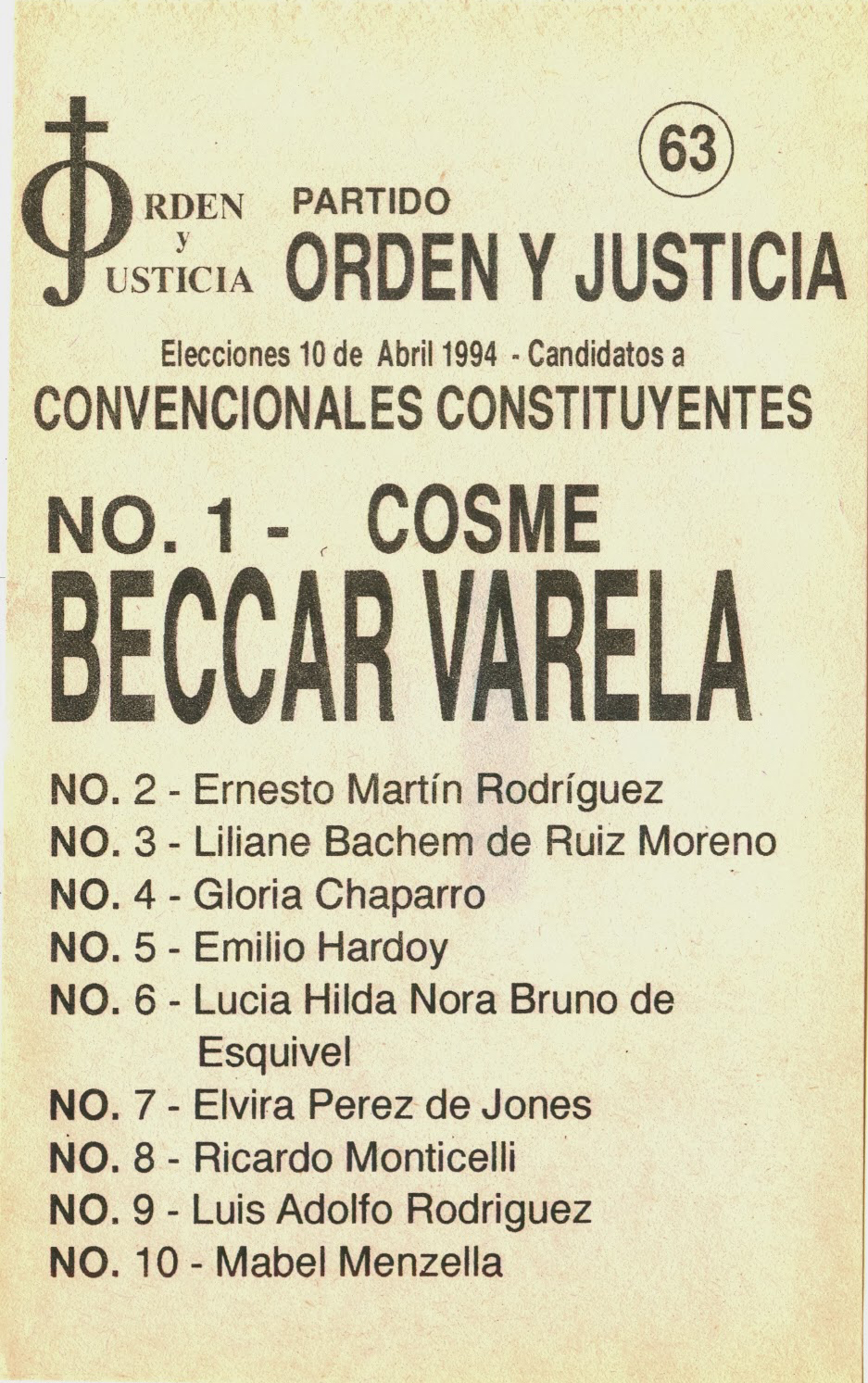
Orden y Justicia
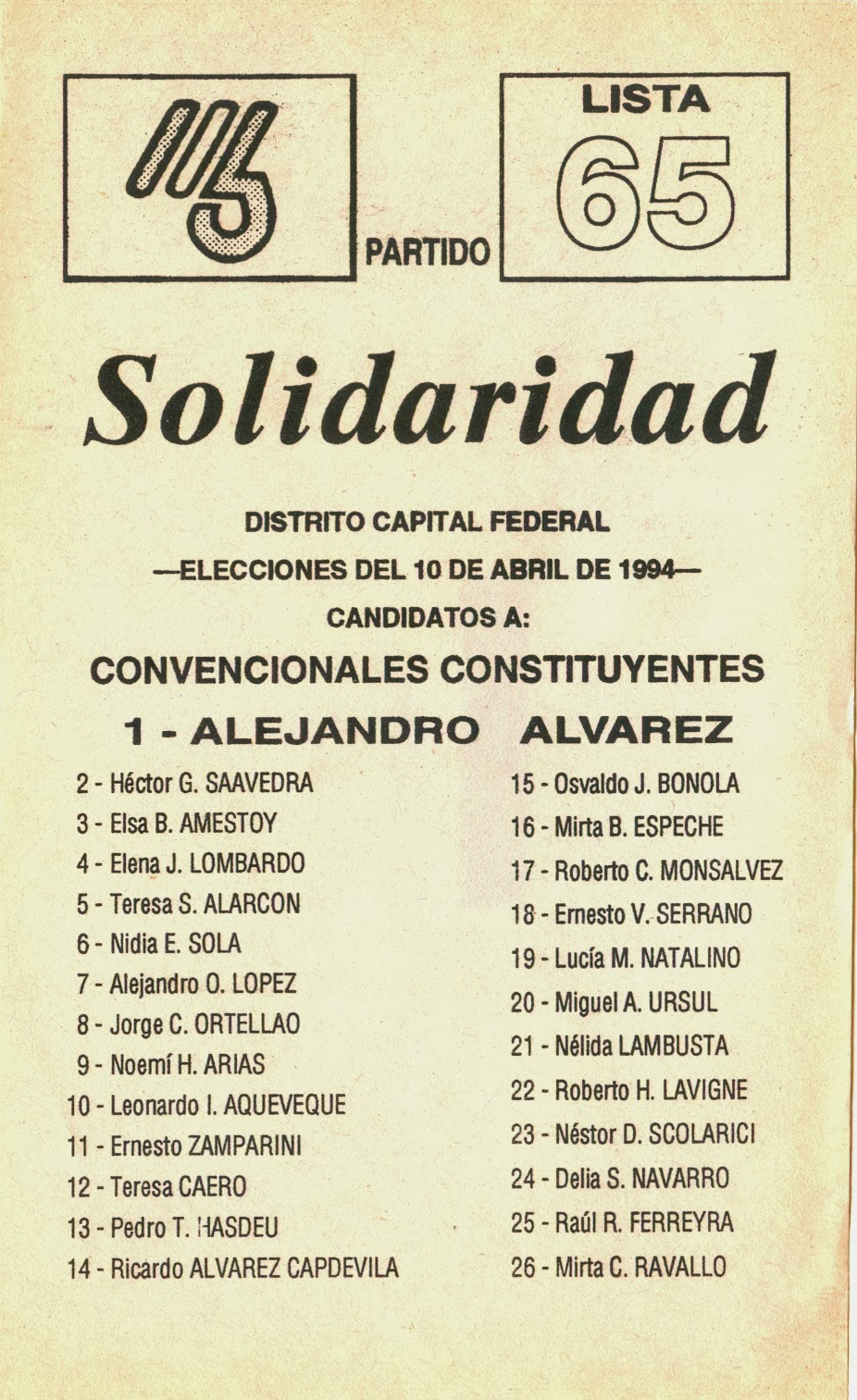
Solidaridad
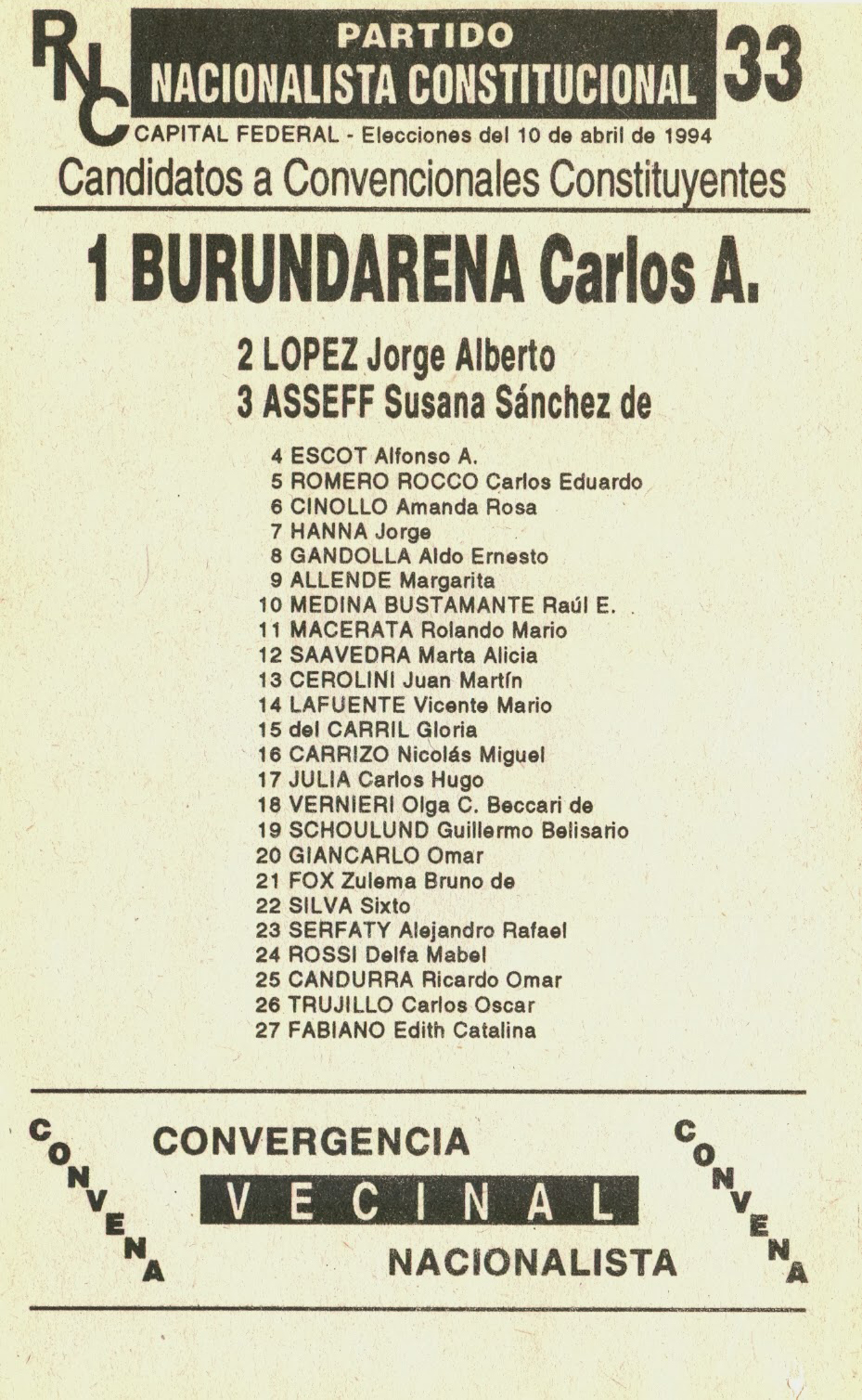
Partido Nacionalista Constitucional